# Mauro Diego de Tovar y Valle Maldonado
Mauro Diego de Tovar y Valle Maldonado, OSB ou Marcos de Tovar y Valle Maldonado (1586 - 22 de outubro de 1666) foi um prelado católico romano que serviu como bispo de Chiapas de 1652 a 1656 e bispo de Caracas de 1639 a 1652.